# Phymatopsallus rinconae
Phymatopsallus rinconae är en insektsart som beskrevs av Knight 1964. Phymatopsallus rinconae ingår i släktet Phymatopsallus och familjen ängsskinnbaggar. Inga underarter finns listade i Catalogue of Life.